# Belgio ai Giochi della XV Olimpiade
Il Belgio ha partecipato ai Giochi della XV Olimpiade, svoltisi ad Helsinki, dal 19 luglio al 3 agosto 1952,  
con una delegazione di 135 atleti, di cui 5 donne, impegnati in 16 discipline,
aggiudicandosi 2 medaglie d'oro e 2 medaglie d'argento.

## Medagliere

### Per discipline
| Sport       | Oro | Argento | Bronzo | Totale |
| ----------- | --- | ------- | ------ | ------ |
| Ciclismo    | 2   | 1       | 0      | 3      |
| Canottaggio | 0   | 1       | 0      | 1      |
| Totale      | 2   | 2       | 0      | 4      |

### Medaglie
| Medaglia | Atleta                                         | Sport       | Evento                  |
| -------- | ---------------------------------------------- | ----------- | ----------------------- |
| Oro      | André Noyelle                                  | Ciclismo    | Corsa in linea maschile |
| Oro      | André Noyelle Robert Grondelaers Lucien Victor | Ciclismo    | Corsa a squadre         |
| Argento  | Michel Knuysen Robert Baetens                  | Canottaggio | Due senza maschile      |
| Argento  | Robert Grondelaers                             | Ciclismo    | Corsa in linea maschile |

## Risultati

### Pallacanestro
| Atleta | Classifica |
| --- | ---------- |
| V · D · M Nazionale belga - Pallacanestro ai Giochi della XV Olimpiade 3 Eygel · 4 Delsarte · 5 Meuris · 6 Roosemont · 7 Van Harck · 8 Ducheyne · 9 Coosemans · 10 Ligon · 11 Van Gils · 12 Crick · 13 Boes · 14 Ceulemans · 15 Van Huele · 16 du Jardin · All. Raymond Briot | 18°        |
| Nazionale belga - Pallacanestro ai Giochi della XV Olimpiade |            |
| 3 Eygel · 4 Delsarte · 5 Meuris · 6 Roosemont · 7 Van Harck · 8 Ducheyne · 9 Coosemans · 10 Ligon · 11 Van Gils · 12 Crick · 13 Boes · 14 Ceulemans · 15 Van Huele · 16 du Jardin · All. Raymond Briot                                                                        |            |

### Pallanuoto
| Atleta | Classifica |                   |
| --- | --- | ----------------- |
| V · D · M Nazionale maschile belga di pallanuoto · Giochi olimpici - Helsinki 1952 De Smet • Martin • Smits • Laurent • Heyninck • Sierens • Van Den Steen • Maesschalck • Leenheere • Reynders • Van Wetteren · CT : - | 6° |                   |
| Nazionale maschile belga di pallanuoto · Giochi olimpici - Helsinki 1952 | |                   |
| De Smet • Martin • Smits • Laurent • Heyninck • Sierens • Van Den Steen • Maesschalck • Leenheere • Reynders • Van Wetteren · CT: -                                                                                     | De Smet • Martin • Smits • Laurent • Heyninck • Sierens • Van Den Steen • Maesschalck • Leenheere • Reynders • Van Wetteren · CT: - | Belgio (bandiera) |